# 川瀬村
川瀬村（かわせむら）は、1959年（昭和34年）まで愛媛県の中部、上浮穴郡にあった村であり、現在の上浮穴郡久万高原町の北東部にあたる。

## 地理
現在の久万高原町の北部。四国山地の中、皿ヶ嶺連峰の南側。面河川の支流の一つである直瀬川及び有枝川の上流域。両河川ともに皿ヶ嶺連峰に源流を発し、当村域を南流した後、他村へと流れ込む。
村域の大半は山林であるが、川に沿ってわずかな平地が開けており、直瀬には小規模な盆地に水田が開かれ、上浮穴郡内でも一二の米の産地であった。
上浮穴地域の地理的中心である久万町に接し、直瀬は東に山一つ、畑野川はさらに山一つ隔てている。
山
- 皿ヶ嶺

## 社会

### 地域・集落
直瀬川の上流域（直瀬地区）及び有枝川の上流域（下畑野川及び上畑野川地区）に大別される。
旧村3つがそのまま大字となった。
直瀬（なおせ）、下畑野川（しもはたのかわ）、上畑野川（かみはたのかわ）
これらは昭和の合併により久万町となった後も大字として存続。さらに平成の合併により久万高原町になってからは町内全域について地名表記に「大字」は付けなくなった。

### 村名の由来
直瀬と畑野川から一字ずつとってつけられた合成地名。

### 行政
役場は大字下畑野川においた。

### 人口
1904年（明治37年）　539戸2,764人
1921年（大正10年）　536戸3,272人
1955年（昭和30年）　4,506人

### 教育
- 小学校
  - 畑野川尋常高等小学校　1886年（明治19年）に畑野川簡易小学校として開設、1903年（明治36年）尋常小学校に改称[3]
  - 直瀬尋常高等小学校　1913年（大正2年）開設[4]

〈ともに久万高原町立となり現存〉
- 中学校　久万町立畑野川中学校と久万町立直瀬中学校とがあったが1999年（平成11年）に久万町立久万中学校に統合され、当村域には中学校はなくなった。
- 高等学校　上浮穴高等学校定時制畑野川分室が畑野川小学校に併設されていた[5]。

### 文化
伝統文化　川瀬歌舞伎　愛媛県指定文化財

## 歴史
藩政期
- 松山藩領。

明治以降
- 1889年（明治22年） - 成立。
- 1959年（昭和34年） - （旧）久万町、父二峰村、美川村の一部との合併により（新）久万町となり自治体としての歴史を閉じた。

```
川瀬村の系譜
（町村制実施以前の村）　（明治期）
直瀬　　━━┓
　　　　　　┃
上畑野川━━╋━━━━━ 川瀬村　 　━━┓（昭和34年3月31日合併）
　　　　　　┃　　　　　　　　　　　　　┃
下畑野川━━┛　　　　　　　　　　　　　┃━━　久万町（新）
　　　　　　　  　　　　　　　　　　　　┃
　　　　　　　　　　　　 久万町（旧） ━┫
　　　　　　　　　　　　　　　　　　　　┃
　　　　　　　　　　　　 父二峰村 ━━━┫
                                        ┃
　　　　　　　　　　　　 美川村 ━━━━┛
　　　　　　　　　　　　 の一部（大字七鳥五番耕地）

```

## 産業
米、麦、とうもろこし、楮皮、タバコ、大豆、小豆、粟、そば、いも類などを産し、養蚕、畜産も営まれた。山林は太平洋戦争前は茅場として用いられていたが、昭和30年代に造林が盛んになった。

## 交通
鉄道等はない。
下畑野川字河合は岩屋寺への遍路道があり、遍路宿も存在した。